# Šelhaus
Šelhaus je priimek več znanih Slovencev:
- Edi Šelhaus (1919—2011), fotograf, fotoreporter in publicist
- Julijana Šelhaus (1892—1975), fotografinja